# محاسبات بدون مجموعه دستورالعمل
محاسبات بدون مجموعه دستورالعمل (NISC) یک معماری محاسباتی و فناوری کامپایلر برای طراحی پردازنده‌های سفارشی بسیار کارآمد و شتاب‌دهنده‌های سخت‌افزاری است که به کامپایلر اجازه می‌دهد کنترل سطح پایینی بر منابع سخت‌افزاری داشته باشد.

## رایانه تنظیم دستورالعمل صفر
در علوم رایانه، رایانهٔ تنظیم دستورالعمل صفر (ZISC) (به انگلیسی: Zero instruction set computer) به معماری رایانه‌ای گفته می‌شود که صرفاً براساس تطبیق الگوی و عدم وجود دستورالعمل (میکرو) در مفهوم کلاسیک باشد. این تراشه‌ها به دلیل اینکه با شبکه‌های عصبی قابل مقایسه هستند شناخته می‌شوند و به دلیل تعداد «سیناپس» و «نورون» به بازار عرضه می‌شوند.
مخفف ZISC به مجموعه دستورالعمل‌های کاهش یافته (RISC) اشاره دارد.

## تاریخچه
ZISC یک اجرای سخت‌افزاری از شبکه‌های Kohonen (شبکه‌های عصبی مصنوعی) است؛ که امکان پردازش موازی داده‌های بسیار ساده را فراهم می‌کند (۰ یا ۱). این پیاده‌سازی سخت‌افزاری توسط گای پیلت ابداع شد؛ که با همکاری کارخانه تراشه IBM Essonnes در فرانسه توسعه یافت و توسط IBM تجاری سازی شد.

## طراحی
معماری ZISC، با مخلوط کردن حافظه الگوی با یادگیری الگوی و منطق شناخت، تنگنای حافظه را کاهش می‌دهد.
محاسبات موازی گسترده آنها «برنده تمام مشکل در انتخاب عمل» را با اختصاص دادن هر «نورون» حافظه خاص خود و اجازه دادن به‌طور همزمان برای حل مسئله که نتایج حل اختلاف با یکدیگر حل می‌کند، حل می‌کند.

## برنامه‌ها و مجادلات
طبق گفته TechCrunch، تقلید نرم‌افزاری از این نوع تراشه‌ها در حال حاضر برای تشخیص تصویر، توسط بسیاری از شرکت‌های بزرگ فناوری مانند Facebook و Google استفاده می‌شود. گفته می‌شود که در مورد سایر کارهای تشخیص الگوی متفرقه، مانند متن، نتایج به دست آمده حتی در تراشه‌های منتشر شده در سال ۲۰۰۷ در میکرو ثانیه‌ها تولید می‌شوند.
جونکو یوشیدا، از EE Times، تراشه NeuroMem را با «ماشین» مقایسه کرد؛ دستگاهی که قادر به پیش‌بینی جنایات از اسکن چهره افراد است، از «شخص علاقه» (سریال‌های تلویزیونی) که آن را «قلب داده‌های بزرگ» توصیف می‌کند؛ و «پیش‌بینی تشدید زندگی واقعی در عصر جمع‌آوری داده‌های گسترده».